# HMS Windsor (D42)
«Віндзор» (D42) (англ. HMS Windsor (D42) — військовий корабель, ескадрений міноносець «Модифікований Адміралті» типу «W» Королівського військово-морського флоту Великої Британії за часів Другої світової війни.
«Віндзор» був закладений у квітні 1917 року на верфі компанії Scotts Shipbuilding and Engineering Company у Гріноку, де 21 червня 1918 року корабель був спущений на воду. 28 серпня 1918 року він увійшов до складу Королівських ВМС Великої Британії.
«Віндзор» увійшов до складу британських ВМС наприкінці Першої світової війни. Був включений до Великого Флоту з базуванням на Скапа-Флоу. У листопаді 1918 року корабель брав участь в процедурі капітуляції німецького Флоту відкритого моря. За часів Другої світової війни брав активну участь у бойових діях на морі, бився у Північній Атлантиці, біля берегів Норвегії, Франції, Нідерландів, супроводжував атлантичні та арктичні транспортні конвої.
За проявлену мужність та стійкість у боях бойовий корабель нагороджений шістьма бойовими відзнаками.

## Історія

### 1939—1940
З початком Другої світової війни перебував у складі Домашнього флоту. З жовтня 1939 року у складі Командування Західних підходів залучався до протичовнової оборони узбережжя.
З 26 травня 1940 року «Віндзор» брав активну участь в евакуації союзних військ з обложеного німцями Дюнкерка. Здійснив декілька переходів. 27 травня за два переходи врятував понад 1 000 військових, яких доставив до Дувра. 28 травня евакуював під атаками літаків Люфтваффе ще партію союзних військ (від атак з повітря загинуло 30 людей).
30 травня привіз ще 606 військових з французького берега. 31 травня здійснив два походи, вивіз з Дюнкерка 658 та 588 людей за рейс відповідно. 1 червня екіпаж «Віндзора» врятував ще 493 особи, 2 числа 644 британських та французьких солдатів за два переходи й 3 червня британський корабель вивіз 1 022 вояки (загалом за час операції «Динамо», есмінець евакуював 3 991 особу).

### 1942
На початку вересня 1942 року «Віндзор» включили до групи есмінців, що забезпечували конвой PQ 18
8 вересня есмінець «Віндзор» разом з іншими кораблями вийшли для дозаправляння паливом кораблів і суден у фіорді Лов-Саунд на Шпіцбергені для конвоїв, що прямували Арктикою. 20 числа він вийшов у море з «Імпульсів» та «Фьюрі» супроводжувати танкер RFA «Олігарх» на зустріч конвою QP 14, що повертався з СРСР до Лох Ю у Шотландії. 65 бойових кораблів супроводжували невеличкий транспортний конвой з 17 суден.